# Campionato francese femminile di pallanuoto
Il campionato francese femminile di pallanuoto è l'insieme dei tornei pallanuotistici femminili nazionali istituiti dalla Fédération Française de Natation (FFN), riservati a squadre di club. Il campionato viene disputato dal 1983 e assegna annualmente il titolo di campione di Francia.
La squadra più titolata è l'Asptt Nancy che ha conquistato la vittoria in campionato per tredici volte.

## Struttura dei campionati

### Championnat National 1
Il National 1 (N1) è la massima divisione del campionato. Vi partecipano 6 squadre che si contendono il titolo di campione di Francia. I club sono inseriti in un girone unico al termine del quale le prime quattro disputano le semifinali play off mentre l'ultima classificata retrocede in N2.
Organico 2011-2012:
- St-Jean-d'Angély
- Asptt Nancy
- Choisy-le-Roi
- Lilla
- Olympic Nice
- Strasburgo
- Union St-Bruno

### Championnat National 2
Il National 2 (N2)  è la seconda divisione nazionale del campionato francese. Le 12 squadre partecipanti vengono inizialmente divise in quattro gironi, per affrontare poi due ulteriori fasi a gironi per la conquista della promozione in N1.
Organico 2011-2012:
Poule A: Annonay, Stade Toulouse, Languedoc-Roussillon.
Poule B: Asptt Limoges, Bourges, Chenove.
Poule C: Lille, St-Denis, Taverny 95
Puole D: Asptt Nancy, Grand Longwy, Reims 89

## Albo d'oro
- 1983:  Racing Parigi
- 1984:  Racing Parigi
- 1985:  Racing Parigi
- 1986:  Dauphins
- 1987:  Dauphins
- 1988:  Dauphins
- 1989:  Dauphins
- 1990:  Dauphins
- 1991:  Dauphins
- 1992:  Dauphins
- 1993:  Dauphins
- 1994:  Asptt Nancy
- 1995:  Asptt Nancy
- 1996:  Asptt Nancy
- 1997:  Asptt Nancy
- 1998:  Asptt Nancy
- 1999:  Valenciennes
- 2000:  Asptt Nancy
- 2001:  Asptt Nancy

- 2002:  Asptt Nancy
- 2003:  Asptt Nancy
- 2004:  Asptt Nancy
- 2005:  Asptt Nancy
- 2006:  Asptt Nancy
- 2007:  Olympic Nice
- 2008:  Asptt Nancy
- 2009:  Olympic Nice
- 2010:  Olympic Nice
- 2011:  Olympic Nice
- 2012:  Olympic Nice
- 2013:  Olympic Nice
- 2014:  Lilla
- 2015:  Lilla
- 2016:  Lilla
- 2017:  Lilla
- 2018:  Lilla
- 2019:  Lilla
- 2020: non assegnato a causa della pandemia di COVID-19

- 2021:  Lilla
- 2022:  Lilla
- 2023:  Lilla
- 2024:  Lilla
- 2025:  Lilla

### Vittorie
| Pos. | Squadra       | Vittorie |
| ---- | ------------- | -------- |
| 1    | Asptt Nancy   | 13       |
| 2    | Lilla         | 11       |
| 3    | Dauphins      | 8        |
| 4    | Olympic Nice  | 6        |
| 5    | Racing Parigi | 3        |
| 6    | Valenciennes  | 1        |